# François-Gabriel Frutaz
François-Gabriel Frutaz  (né le 10 décembre 1859 à Torgnon et mort le 24 juin 1922  à Aoste) est un ecclésiastique valdotain et un historien spécialiste de l'archéologie valdôtaine.

## Biographie
François-Gabriel Frutaz naît à Torgnon d'Emmanuel et de Françoise Duc. Il est ordonné prêtre en 1883. Nommé vicaire de Gignod, puis de Valtournenche, il devient chanoine de la Cathédrale d'Aoste en 1900.
Journaliste spécialiste en antiquités, historien de l'art en paléographie et érudit, il publie des articles dans « Le Valdôtain » et « Le Duché d'Aoste ». Il adhère à la Ligue valdôtaine, et publie un essai en 1913, « Les origines de la langue française dans la Vallée d’Aoste ». Son action en faveur de la protection des monuments historiques et du patrimoine lui vaut d'être nommé en 1906 « Inspecteur honoraire des monuments pour l'arrondissement d'Aoste ».
Bien que représentant du catholicisme libéral, il est extrêmement attaché à la tradition locale et au passé de la Vallée d'Aoste. Il se montre très réservé sur l'ouverture aux influences extérieures qu'il considère comme un signe de décadence.
Sa rigueur en historiographie et son caractère entier, qui l'amène souvent à refuser les compromis, sont à l'origine de  multiples querelles avec ses pairs. Il succède néanmoins en 1908 à la présidence de l’Académie Saint-Anselme à son cousin, l'évêque d'Aoste Joseph-Auguste Duc, auquel il s'était parfois opposé.
Le chanoine François-Gabriel Frutaz décède à Aoste le 24 juin 1922.

## Publications
- Notice biographique sur le Baron François de la Crête en 1887,
- Recueil de chartes valdôtaines du XIIIe siècle en 1891,
- Relazione sopra la Paria nella Valle d'Aosta en 1894 ,
- Guide de la Ville d'Aoste et Notice Historique sur la paroisse de Gignod en 1897 ;
- L’art chrétien dans la Vallée d’Aoste en 1898,
- Le château de Châtillon et de Verrès et l’inventaire de leurs mobilier en 1899 et 1900,
- Notes sur René de Challant en 1904,
- Saint Anselme et la Vallée d'Aoste en 1909 ,
- Les Marquis de Montferrat et la Vallée d'Aoste en 1912 ,
- Antiquités romaines découvertes à Aoste en 1919,
- Jean-Baptiste de Tillier et ses travaux historiques, paru posthume en 1951,
- Charta Augustana en 1907 en collaboration avec Luigi Schiaparelli,
- Catalogo di cose d’arte e di antichità di Aosta en 1911 avec Pietro Tosca.